# 斯捷帕尼夫卡 (文尼察區)
49°7′50″N 28°45′56″E / 49.13056°N 28.76556°E
斯捷潘尼夫卡（烏克蘭語：Степанівка）是位於烏克蘭西南部文尼察州文尼察區的村莊，始建於1891年，面積2.84平方公里，海拔高度265米，2001年人口1,329，人口密度每平方公里467.46人。